# Faro Islote Fairway
El Faro Islote Fairway es uno de los faros ubicados en el sector de Islotes Fairway en el Estrecho de Magallanes. Pertenece a la red de faros de Chile, entrando en servicio en 1920. Faro habitado.